# シーナカリン
シーナカリンタラー＝ボーロマラーチャチョンナニー王太后（สมเด็จพระศรีนครินทราบรมราชชนนี, 1900年10月21日 - 1995年7月18日）は、タイ王国国王、ラーマ8世（アーナンタマヒドン）およびラーマ9世（プミポンアドゥンラヤデート）の母。タイ国外では通称、シーナカリン王太后 (Sinagarindra the Princess Mother of Thailand) などと呼ばれる。
タイ北部を愛し、頻繁に訪れたことから、北部の特に山岳民族からソムデット・ヤー（สมเด็จย่า, 「祖母陛下」程度の意味）と呼ばれ、親しまれた。また、タイでは一般にメーファールワン（แม่ฟ้าหลวง、Princess Motherの意）と呼ばれる。なお、旧名はサンワーン・タラパット（สังวาลย์ ตะละภัฏ）である。

## 伝記
トンブリーで開業していた華僑の金細工職人の娘として、1900年に誕生する。9歳の時父母が死亡したが、ペッチャブリーラーチャシリントーン王女（ワライアロンコーン王女）の宮女となり、サットリーウィッタヤー学校に通う。その後、16歳の時からシリラート病院に看護婦として勤務するが、後に王室の奨学金を頂戴し、アメリカに留学、20歳で留学先で出会ったソンクラーナカリン王子（マヒドンアドゥンラヤデート王子）と結婚した。その後、ソンクラーナカリンが急病に倒れる1929年までに、カンラヤーニワッタナー王女、アーナンタマヒドン王子、プーミポンアドゥンラヤデート王子を産んだ。
1929年にソンクラーナカリン王子が死去すると、サンワーンの理解者であり姑であったシーサワリン妃（サワーンワッタナー王女）の住むサラパトゥム宮殿に身を寄せる。後に、立憲革命の混乱の最中、ラーマ7世（プラチャーティポック）が退位、1935年に息子のアーナンタマヒドン王子が国王になり、王子の平民出身の嫁から一躍、国王の母となった。この頃、サンワーンからシーサワリン妃に送られた書簡には「私が国王の母にふさわしくないのであれば、どうぞ王族の母を持つ方を王に選出するように彼ら（＝政府）に言ってください」とあり、かなり動顛していたことが伺われる。
1935年にアーナンタマヒドンが即位しラーマ8世となると、ラーマ8世があまりタイの気候に合わないことや、ラーマ8世の学業の継続などの理由から、家族と共にスイスのローザンヌに戻った。その後、ラーマ8世が謎の死を遂げ、プーミポンがラーマ9世となったが、1960年、ラーマ9世とシリキット王妃がヨーロッパへ行くと一時的に摂政となり、国王の業務を代行した。
晩年、シーナカリンは北部地域に大きく関心を寄せ、ドーイ・トゥンの近辺で国境警備隊の名誉隊員となり、山岳民族を訪ねて回り、また、無料で山岳を巡回する医師達の活動を支援した。この他、多くの慈善事業に参加している。また、ドーイトゥン宮殿を建て、そこに行くのを楽しみともしていた。
しかし、1991年に体調を崩して以降は何度も体調を崩すようになり、1995年に崩じた。1996年5月10日、正式に葬式が執り行われ、ワット・ラーチャボーピットに遺骨が奉納された。なお1993年には、シーナカリンを記念して建てられたソムデットヤー公園が開園している。

## その他

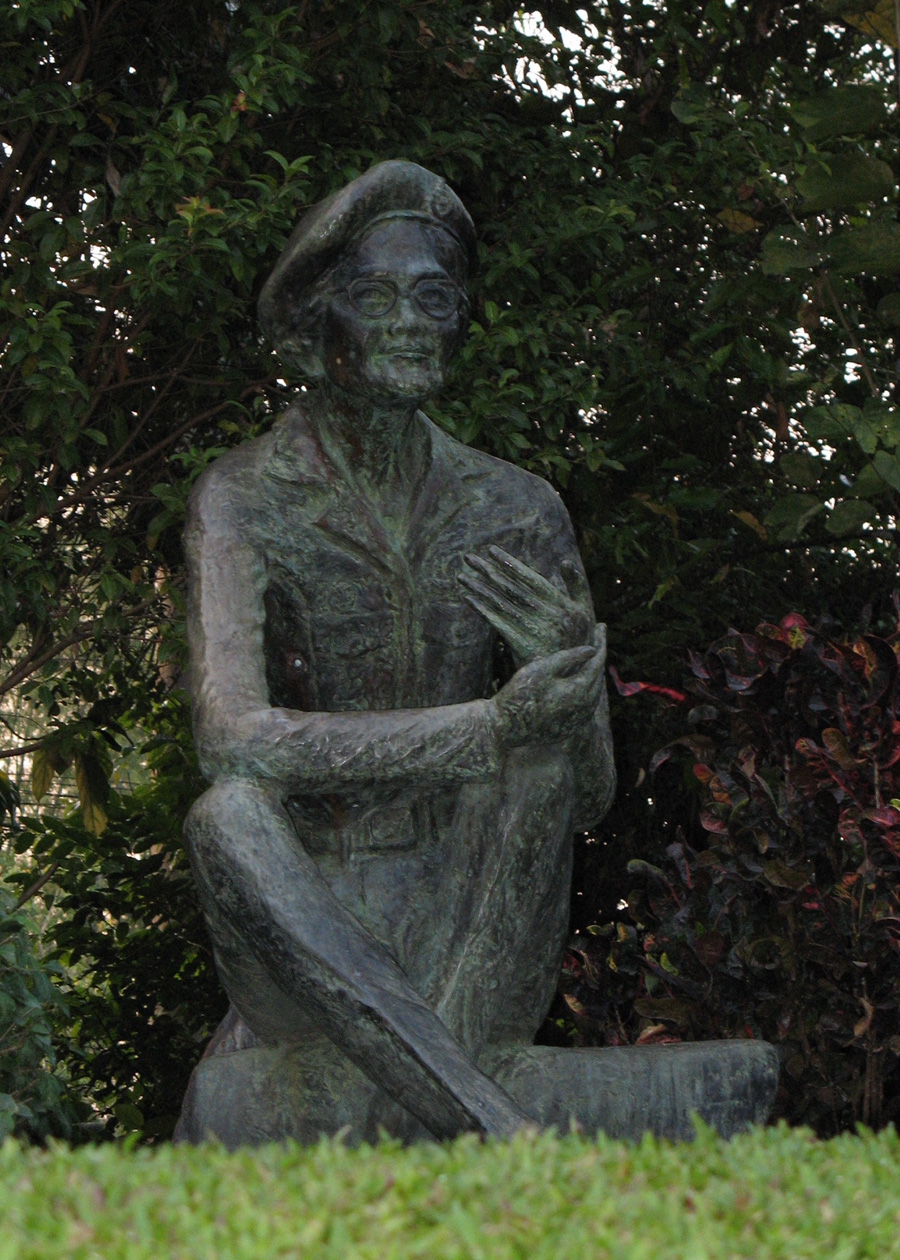
シーナカリン王太后の像

シーナカリンに由来する公共団体や地名などが各地に残っている。以下ではそれらのリストである。
- シーナカリン通り
- シーナカリンウィロート大学
- メーファールワン郡…チエンラーイ県の郡
- メーファールワン大学
- メーファールアン・チェンライ国際空港